# J Balvin
José Álvaro Osorio Balvin, detto J Balvin (Medellín, 7 maggio 1985), è un cantautore, rapper e produttore discografico colombiano.
Nominato due volte anche ai Grammy Award, tra cui nella categoria Record of the Year per il brano I Like It, è stato riconosciuto con numerosi premi, tra cui 5 Billboard Latin Music Award, 4 Latin Grammy Awards, 3 MTV Video Music Awards. Dall'inizio della sua carriera ha venduto oltre 35 milioni di singoli e 4 milioni di album globalmente.
I suoi brani sono perlopiù reggaeton, ma spesso influenzati da sonorità tipicamente hip hop e R&B. Ha lavorato con numerosi artisti latinoamericani tra cui Sean Paul, Pitbull, Bad Bunny, Camila Cabello, Ozuna, Nicky Jam, Maluma e Alejandro Sanz. Nel corso della sua carriera ha introdotto la musica in lingua spagnola ad un pubblico globale, anche collaborando con artisti anglofoni come Beyoncé, Pharrell Williams, The Black Eyed Peas, Cardi B e Major Lazer, o francofoni come David Guetta e Willy William.
A seguito dei primi due album pubblicati, Real (2010) e El Negocio (2011), che riscuotono poco successo al livello mondiale, nel 2013 pubblica il disco La Familia, riscuotendo interesse dalla critica musicale, grazie alle tre nomine ai Latin Grammy Awards. Nel 2017 pubblica il singolo Mi gente con Willy William che, grazie al remix con la cantautrice statunitense Beyoncé, raggiunge le Top10 in più di 20 classifiche internazionali, inclusi gli Stati Uniti.

## Biografia
È nato a Medellín, la città più grande di Antioquia, dove si interessò fin da piccolo al rap, al reggae, alla dancehall, alla champeta e alla bachata, e cominciò a fare musica in giovane età. Durante gli anni della scuola secondaria iniziò a far parte di diverse bande rock. Interruppe i suoi studi universitari alla Universidad EAFIT di Medellín al settimo semestre per focalizzarsi completamente sulla musica. Fece anche parte del gruppo Mdl, oggi detto "Universidad de la Calle" ("University Street"), un gruppo di artisti di Medellín che combina il rap con il reggaeton. Durante uno scambio negli Stati Uniti conobbe Fat Al, un artista colombiano che viveva a Miami e che gli diede il suo nome d'arte, J Balvin.

### 2007-2011: I primi album e il contratto discografico
Nel 2007 J Balvin lanciò il suo primo singolo Ella Me Cautivó diventando la sua prima canzone nelle classifiche degli Stati Uniti, che servì come primo singolo del suo album d'esordio Real che è stato pubblicato nel 2007. El Negocio è stato pubblicato nel 2011, ebbe meno successo commerciale dell'album precedente, ma ha prodotto due singoli di successo che gli hanno dato riconoscimento nazionale, Sin Compromiso e En Lo Oscuro, entrambi posizionati nella top ten colombiana.
Nel 2012 firma il suo primo contratto discografico con un'etichetta discografica internazionale, la Latin Capitol Records. Agli inizi del 2012 ha pubblicato un mixtape che include alcuni singoli e nuove canzoni, che è stato pubblicato solo negli Stati Uniti e in Messico. Il 24 aprile 2012, Balvin ha pubblicato Yo Te Lo Dije, la canzone è stata numero uno in Colombia per otto settimane non consecutive ed ha debuttato alla posizione 13 della US Top Latin Songs. Ha pubblicato poi due singoli Tranquila e Sola.

### 2012-2016:La Familia, Energiae collaborazioni internazionali

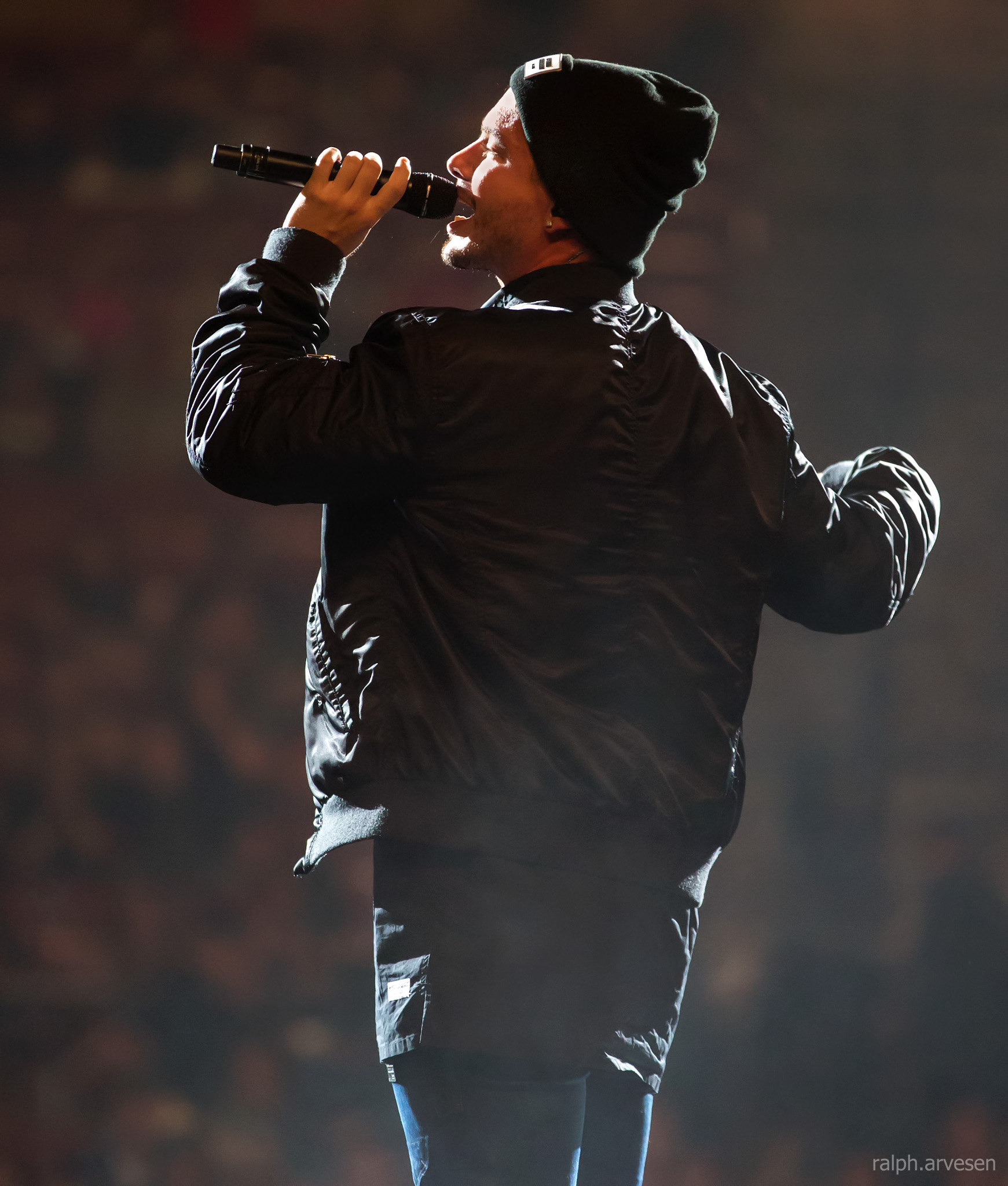
J Balvin in una performance del 2015.

Dopo la partecipazione al remix di Blurred Lines con Pharrell Williams e Robin Thicke, il 15 ottobre 2015 ha pubblicato 6 A.M. con Farruko, brano che raggiunge classifiche internazionali, compresa Spagna, Bulgaria, Colombia ed Argentina, e la terza posizione della classifica statunitense, vendendo 1,3 milioni di copie, ricevendo la certificazione di diamante dalla Latin RIAA e Messico. Il brano anticipa il terzo album La Familia, composto da quindici canzoni scritte dall'artista basate sulle influenze reggaeton e urban. L'album commercialmente vende 320 000 copie, arrivando alle vette delle classifiche di Colombia e della US Latin Rhythm Albums, divenendo inoltre il primo album del cantante a entrare nella US Top Latin Albums. Grazie al successo ottenuto J Balvin ottiene tre nomine ai Latin Grammy Awards nelle categorie urban, sia per l'album che il singolo 6 AM. Ottiene inoltre dodici nomine ai Billboard Latin Music Award e cinque ai Latin American Music Awards, ottenendo in entrambe le cerimonie il premio come Best New Artist.
Nel giugno 2014, è uscito il quinto singolo Ay Vamos, che diventa il primo a raggiungere la prima posizione della US Top Latin Songs il quarto nella classifica colombiana vendendo 3 milioni di copie in tutto il mondo. Il brano riceve due nomine ai Latin Grammy Awards, ottenendo il suo primo premio nella categoria Best Urban Song. Il 16 settembre 2014 una versione estesa dell'album, sottotitolato B Sides.
Il 17 luglio 2015 rilascia il singolo Ginza che debutta alla prima posizione di Italia, Messico, Colombia, Spagna e US Top Latin Songs, entrando anche nelle classifiche di Francia, Paesi Bassi, Polonia e Svizzera. Il brano vende 2 milioni di copie ricevendo la certificazione di diamante negli Stati Uniti. Nel maggio 2016 rilascia il brano Bobo, arrivando alle prime posizioni di Messico e Stati Uniti, e la collaborazione con Pharrell Williams, Safari.  Il 24 giugno 2016 rilascia il nuovo album Energía, l'album debutta alla numero 38 della Billboard 200 ed è anche il suo primo album a debuttare alla prima posizione della Top Latin Albums, vendendo 600 000 copie globalmente. Oltre alle collaborazioni con Pharrell, Yandel e Daddy Yankee, partecipa ai remix di Sorry di Justin Bieber e Lean On di Major Lazer e DJ Snake.
Il cantante vince come Best Latin America Central Act agli MTV Europe Music Awards, viene riconosciuto con il secondo Latin Grammy Awards come Best Urban Music Album per Energia e vince il Latin Rhythm Album of the Year ai Billboard Latin Music Awards. Al Premio Lo Nuestro vince come Artist of the Year.

### 2017-2018:Vibrase il debutto internazionale

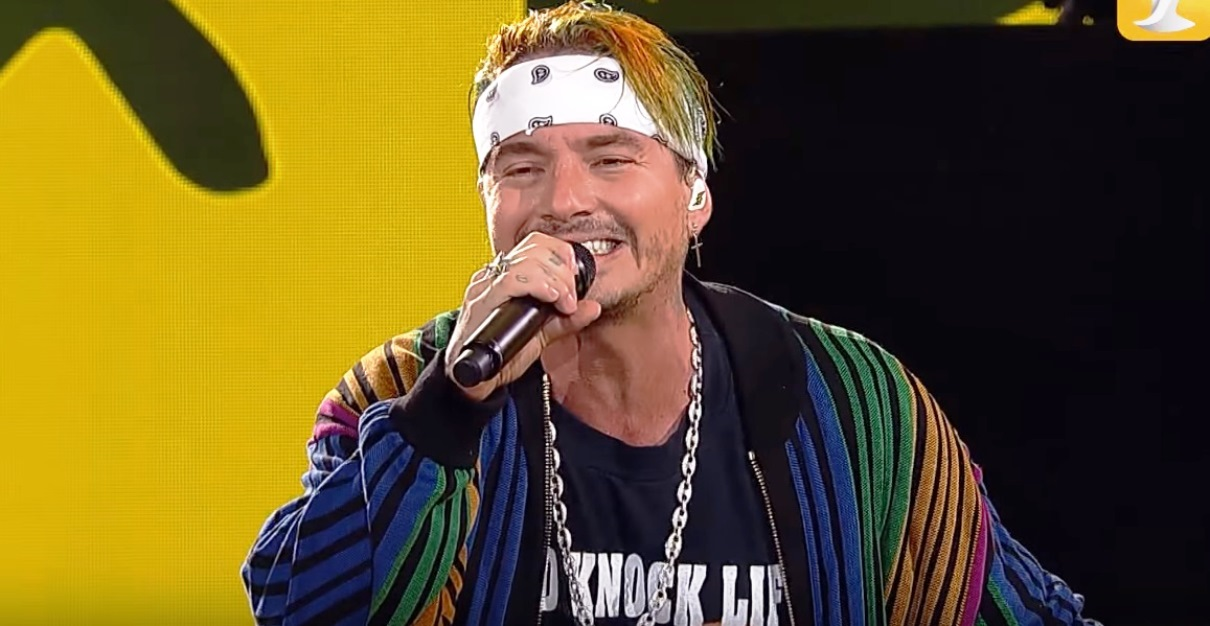
J Balvin nel 2017 al Festival de Viña del Mar

Il 10 marzo 2017 collabora in Hey Ma scritta e cantata con Pitbull e Camila Cabello e inserita nella colonna sonora del film Fast & Furious 8. La canzone riceve un discreto successo internazionale e riceve una nomina nella categoria Best Urban Song ai Latin Grammy Awards. Il 30 giugno 2017 J Balvin pubblica con il cantante francofo Willy William la hit internazionale Mi gente che debutta alla prima posizione di ventisei classifiche, inclusa Italia, Spagna e Messico, e alla quinta della UK Singles. Successivamente il 30 settembre viene realizzato il remix con la popstar statunitense Beyoncé, la quale ha devoluto i diritti ai terremotati del Messico, facendo arrivare la canzone alla terza posizione della Billboard Hot 100 e prima della Top Latin Songs, oltre che alla prima posizione di venti classifiche. La collaborazione vende oltre 9 milioni di copie, di cui 4.000 negli Stati Uniti grazie al remix con Beyoncé. Quest'ultimo ottiene un Billboard Latin Music Award, una nomina ai Latin Grammy Awards. La versione originale fa ottenere al cantante un MTV Video Music Awards e una nomina ai Latin Grammy Awards come Record of the Year.
Il 19 gennaio 2018, J Balvin ha pubblicato il suo nuovo singolo insieme al video musicale ufficiale Machika con Jeon e Anitta, che raggiunge la Top10 della US Hot Latin Songs e entra nella Top15 di Italia, Portogallo e Spagna. Il singolo promuove l'album  Vibras in uscita il maggio successivo, che vede la partecipazione di altri artisti tra cui Rosalía, Wisin & Yandel e la precedente collaborazione Mi gente. L'album raggiunge la prima posizione della classifica latina degli Stati Uniti e la posizione 15 della Billboard 200. Inoltre le sue canzoni sono state trasmesse in streaming 16,1 milioni di volte durante la prima settimana. L'album riceve due nomination ai Latin Grammy Awards, come Album of the Year e Best Urban Music Album, vincendo quest'ultima.
La collaborazione con Nicky Jam, X, per il suo album Íntimo è stato presentato il 1 marzo 2018, debuttando alla prima posizione in Italia, Spagna, Messico e nella classifica di musica latinoamericana degli Stati Uniti, vendendo 3 milioni ci copie in tutto il mondo. Rilascia inoltre la collaborazione con la cantante Cardi B e Bad Bunny, I Like It, che raggiunge la prima posizione della Billboard Hot 100 e entra nella Top10 di altri 20 paesi, vendendo oltre 10 milioni di copie. Il brano ottiene una nomination ai Grammy Awards come Record of the Year, vince il Top Rap Song ai Billboard Music Award e il Song of the Summer agli MTV Video Music Awards.  Dopo la collaborazione Say My Name con David Guetta e Bebe Rexha, partecipa come ospite dello show del 2018 di Beyoncé al Coachella Valley Music and Arts Festival insieme a Jay-Z, Solange Knowles, Kelly Rowland e Michelle Williams, divenendo così parte dell'album "Homecoming: The Live Album" dell'artista statunitense l'anno successivo.

### 2019-presente:OasiseColores
Nel giugno 2019 pubblica l'album collaborativo con Bad Bunny Oasis che diventa il debutto più alto nella Billboard 200, entrando alla nona posizione, e in altre 10 classifiche internazionali. Dal progetto discografico vengono tratti alcuni brani tra cui La Canción e Qué Pretendes riscuotendo un successo minore rispetto alle collaborazioni precedenti, con una vendita complessiva di 300 000 copie. L'album riceve una nomina ai Grammy Award 2020 nella categoria Best Latin Rock, Urban or Alternative Album. I progetti musicali esclusi dall'album diventano invece delle hit come Loco Contigo con DJ Snake e Tyga, che raggiunge la Top10 di 17 paesi e vende singolarmente 750 000 copie, I Can't Get Enough con Selena Gomez che vende più di 500 000 copie solo negli Stati Uniti e Baila Baila Baila (Remix) con Farruko, Daddy Yankee e Ozuna. Nell'ottobre 2019 esce il brano Ritmo (Bad Boys for Life) con i The Black Eyed Peas e inserito nella colonna sonora del film Bad Boys for Life, che debutta nelle Top10 di oltre 20 classifiche.
Il 20 marzo 2020 rilascia Colores, sesto album in studio da solista, in cui ogni traccia prende il nome da un colore, tranne la canzone Arcoíris,  termine spagnolo per arcobaleno, pubblicato come singolo promozionale nella stessa data. L'album viene anticipato dai singoli Blanco, Morado e Rojo che riscuotono un successo internazionale inferiori ai singoli rilasciati l'anno precedente. Nello stesso anno esce il brano Agua realizzato con il produttore portoricano Tainy di cui farà parte della colonna sonora del film d'animazione SpongeBob - Amici in fuga.
Nel 2022 ha pubblicato il doppio singolo Sigue/Forever My Love insieme a Ed Sheeran e nel 2023 pubblica il brano Toretto per la colonna sonora del film Fast X.

## Stile ed influenze
La critica ha contrapposto lo stile musicale di J Balvin alla prima ondata di reggaeton popolare a livello internazionale guidata da Daddy Yankee. Marlon Bishop di The Fader ha descritto la sua voce come un "accento dolce", che si differenzia notevolmente dalla pronuncia rapida e aggressiva dei precedenti reggaeton. Il suo stile musicale si basa generalmente sui suoi ritmi dolci rispetto al rapping e favorisce uno stile più melodico e influenzato dal pop. Gli è stato attribuito il merito di aver reso popolare un nuovo stile reggaeton di Medellin, insieme a Maluma, Farruko e Nicky Jam.
Le prime influenze di J Balvin furono i gruppi rock come i Metallica e i Nirvana, così come la leggenda della salsa Héctor Lavoe e lo stesso Daddy Yankee. Da adolescente, ha ascoltato artisti hip hop come Tupac Shakur, The Notorious B.I.G., Snoop Dogg, Wu-Tang Clan, Bone Thugs-n-Harmony e Onyx. Cita anche album del cantante R&B canadese The Weeknd.

Il cantante afferma che la collaborazione con Beyoncé, avvenuta con il remix di Mi gente, è stato un passaggio cruciale della sua carriera:

## Moda

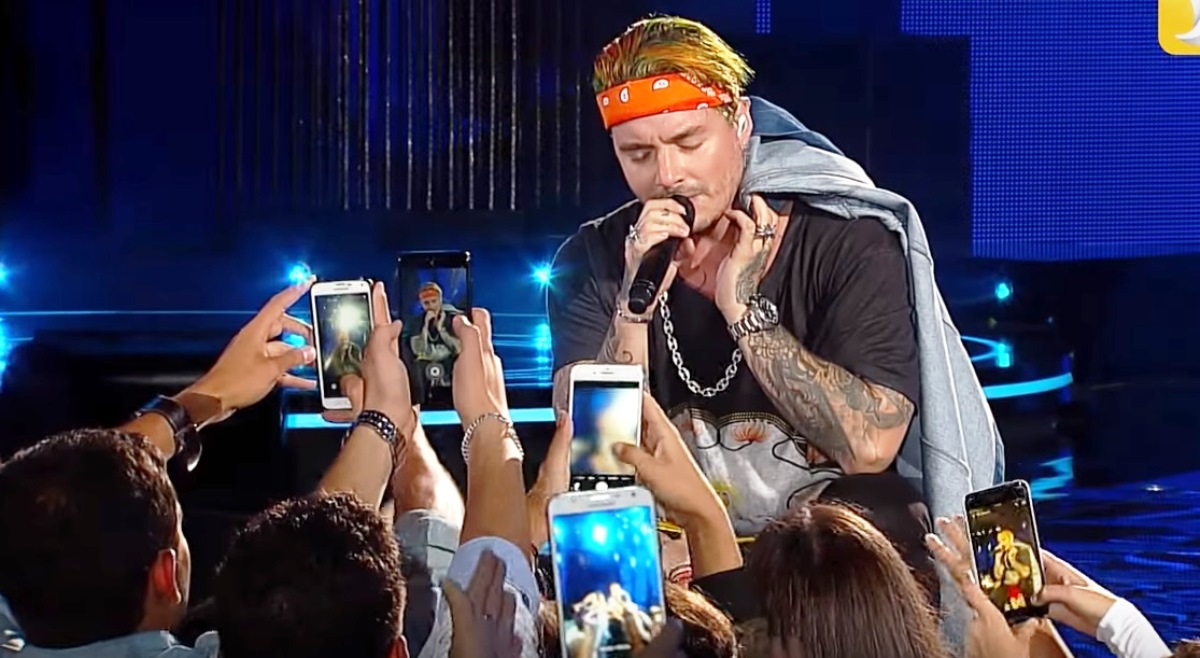
J Balvin al Festival de Viña del Mar nel 2017

J Balvin ha definito la moda "la passione della sua vita, allo stesso livello della musica". È apparso come ambasciatore durante la settimana della moda di New York 2017 e ha chiesto una maggiore rappresentazione dei latini nel mondo della moda. Il musicista è apparso anche nel catalogo della primavera 2017 di Ovadia e Sons. Utilizza accessori eccentrici come cappelli da cowboy, tute colorate e jeans strappati. Isabela Raygoza ha descritto la sua estetica ai Latin Grammys del 2017 come "Eminem latino" a causa dei suoi capelli biondi al neon e dei suoi abiti sportivi dai colori vivaci. Il suo stile combina spesso streetwear tradizionalmente associato con artisti reggaeton e marchi di lusso classici. J Balvin è influenzato da musicisti come Kanye West e Pharrell Williams che hanno fatto incursioni nella moda.
Nel gennaio 2019 Balvin ha lanciato la sua esclusiva collezione di abbigliamento Guess x J Balvin. Tutti gli articoli sono stati progettati a Los Angeles e catturano il suo stile giocoso, colorato e creativo, in funzione promozionale dell'album Colores.

## Vita privata
Nell'agosto 2016, il cantante è stato coinvolto in un incidente aereo mentre lasciava le Bahamas. Durante il ritorno da una vacanza con la sua famiglia, l'aereo non è riuscito a decollare correttamente ed è atterrato poco dopo essere partito dalla pista. Ha pubblicato una foto su Instagram del piccolo aereo privato dopo essere atterrato tra i cespugli. Nessuno è rimasto ferito nell'incidente e J Balvin lo ha definito "un miracolo".

A differenza di molti cantanti reggaeton che si trasferiscono negli Stati Uniti dopo aver guadagnato popolarità, J Balvin continua a vivere nella sua città natale, Medellin, spiegando: "Mi rende reale. Sono molto legato con la mia gente e con le mie radici".

## Filantropia e controversie
Nel giugno 2015, è stato annunciato che J Balvin avrebbe cancellato la sua performance a Miss America per protestare contro i commenti del Presidente statunitense Donald Trump che insultava l'immigrazione clandestina dal Messico, affermando: "Durante il discorso di inizio della campagna presidenziale [di Trump] della scorsa settimana [giugno 2015], Trump ha accusato gli immigrati illegali di portare droga, crimine e stupratori negli Stati Uniti."

## Discografia
- 2013 – La familia
- 2016 – Energía
- 2018 – Vibras
- 2019 – Oasis (con Bad Bunny)
- 2020 – Colores
- 2021 – Jose
- 2024 – Rayo

## Tournée
- The Sun Comes Out World Tour (2011) come artista di apertura di Shakira
- Sex and Love Tour (2014) come artista di apertura di Enrique Iglesias e Pitbull
- La Familia Tour (2015) con Becky G
- Energía Tour (2016–2018)
- Vibras Tour (2018)
- Arcoiris Tour (2019)